# Rüde (Munkbrarup)
Rüde (dänisch Ryde) ist ein Dorf und Ortsteil im Gebiet der Gemeinde Munkbrarup.

## Lage
Der Ort grenzt direkt an das Gemeindegebiet von Glücksburg und dem dortigen Rüdeheck. Die Hauptverkehrsstraßenverbindung besteht aus der Glücksburger Straße, der Dorfstraße (mit dem Ortsausgang zum zwei Kilometer entfernten Dorf Munkbrarup) sowie der Meiereistraße, die nach Iskiersand und von dort weiter zur Halbinsel Holnis führt. Westlich des Ortes liegt der Rüder See, der in der Karte des Landesamtes für Vermessung und Geoinformation Schleswig-Holstein Mühlenteich genannt wird.

## Geschichte
Der Name Rüde verweist auf die Rodung eines Waldes (vgl. auch: Zisterzienserkloster Rüde). Seit Mitte des 18. Jahrhunderts existierte das Gasthaus Rüde, das heutzutage den Namen Fliegender Hase trägt. Anfang des 19. Jahrhunderts erhielt Rüde eine Bahnstation der neuen Flensburger Kreisbahn. Bei der Volksabstimmung in Schleswig (1920) gaben 135 Rüder Bürger ihre Stimmen ab, von denen lediglich sieben sich für Dänemark aussprachen. Auf Grund der Wahlergebnisse verblieb der Kreis Flensburg-Land, in dem die Gemeinde Rüde gehörte, bei Deutschland. Um 1922 lebten in Rüde 228 Menschen. Ein Großteil der Häuser des Ortes entstanden offensichtlich erst nach dem Zweiten Weltkrieg. Am 15. Februar 1970 wurde Rüde nach Munkbrarup eingemeindet.